# José Luis Sánchez Bribiesca
José Luis Sánchez Bribiesca (Ciudad de México, 17 de julio de 1927 - ibídem, 25 de enero de 2002) fue un ingeniero civil, catedrático e investigador mexicano. Es considerado en su país uno de los pioneros en el área de ingeniería hidráulica.

## Estudios y docencia
Sus padres fueron Eleuterio Sánchez Amador y Ana María Bribiesca. Estudió en la Escuela República de Panamá, en la Escuela Secundaría número 1 y en la Escuela Nacional Preparatoria. Cursó su licenciatura en la  Escuela Nacional de Ingenieros de la Universidad Nacional Autónoma de México.  Después de obtener su título como ingeniero civil en 1951 con la tesis Efecto sísmico general en los arcos continuos, realizó una maestría en ingeniería hidráulica en 1964.
Inició su labor docente desde 1950 y su trabajo como investigador desde 1960. En su alma mater impartió más de treinta y cinco cátedras diferentes. Fue coordinador y subdirector en el área de Hidráulica e Ingeniería Ambiental en el Instituto de Ingeniería de la UNAM.

## Investigador y académico
Realizó tareas de investigación en las áreas de producción de energía eléctrica, producción de alimentos, distribución de agua potable y drenaje, así como en el desarrollo de infraestructura portuaria. Colaboró con la Secretaría de Agricultura y Recursos Hidráulicos (SARH), con la Comisión Federal de Electricidad (CFE), con el Departamento del Distrito Federal (DDF) y con la Secretaría de Comunicaciones y Transportes (SCT). Participó en los proyectos de la Presa Infiernillo, Presa Malpaso y Presa de la Amistad. Construyó el primer túnel de viento de Latinoamérica y un canal de olas generadas por viento.
Fue miembro de la Academia de la Investigación Científica, de la Asociación Mexicana de Hidráulica y de la Academia Nacional de Ingeniería. Fue miembro del Sistema Nacional de Investigadores (SNI).

## Obras publicadas
Publicó artículos especializados para revistas nacionales e internacionales, así como varios libros. Entre sus títulos publicados se encuentran:
- Hidrología histórica del Valle de México, en 1960.
- Mecánica del medio continuo, en 1972.
- Turbulence Effects on the Lining of Stilling Basins, en 1973.
- Doce algoritmos para resolver problemas de hidráulica, en 1978.
- Behavior of Spillways in Mexican Dams, en 1979.
- Aspectos hidrodinámicos de plantas hidroeléctricas, en 1980.
- Introducción a la micromecánica de fluidos, en 1985.
- Manual de hidráulica marítima elemental, en 1987.
- The Behavior of Francis Units under Partial Loads, en 1990.
- “A simplified procedure to evaluate liquid column separation phenomena and its possible extension to air inclusion problems” en Water Power and Dam Construction.
- Reflexiones sobre el desarrollo de la ingeniería hidráulica en México, en 1996.
- “Dimensionamiento de una presa derivadora” en Manual de la ingeniería de ríos en 1997.
- “Navegación fluvial” en Manual de ingeniería de ríos en 1998.
- La verdad absoluta y otros cuentos de ciencia ficción, novela de ciencia ficción, en 2002.[6]

## Premios y distinciones
- Investigador Emérito por el Instituto de Ingeniería de la Universidad Nacional Autónoma de México en 1985.
- Premio Nacional de Ciencias y Artes en el área de Tecnología y Diseño por la Secretaría de Educación Pública en 1985.
- Premio Universidad Nacional en el área de Investigación Tecnológica por la Universidad Nacional Autónoma de México en 1988.
- Premio Nacional de Ingeniería Civil por el Colegio de Ingenieros Civiles de México en 1995.